# Rhinotrichum niveum
Rhinotrichum niveum är en svampart som beskrevs av Cooke & Massee 1887. Rhinotrichum niveum ingår i släktet Rhinotrichum, divisionen sporsäcksvampar och riket svampar.   Inga underarter finns listade i Catalogue of Life.